# The Addams Family (muzikál)
The Addams Family je muzikálová komedie s hudbou a texty písní od Andrewa Lippy a scénářem Marshalla Brickmana a Ricka Elice. Představení prezentuje postavy z Addamsovy rodiny, které vytvořil Charles Addams ve svých kreslených vtipech zobrazujících ponurou americkou rodinu, která si libuje v morbidnosti. Ačkoli existuje řada filmových a televizních adaptací Addamsových, tento muzikál je první divadelní inscenací vycházející z tohoto námětu. The Addams Family je zároveň prvním představením produkovaným společností Elephant Eye Theatricals.
Muzikál The Addams Family měl premiéru na Broadwayi v dubnu 2010. V původním obsazení se objevili Nathan Lane v roli Gomeze a Bebe Neuwirth jako Morticia. Představení mělo derniéru 31. prosince 2011, přičemž již v září 2011 byla zahájena upravená tour po Severní Americe. Během svého působení na Broadwayi získal muzikál několik ocenění, včetně ceny Drama Desk a Outer Critics Circle za scénografii a ceny Drama League Award za výjimečný přínos v muzikálovém divadle, kterou obdržel Nathan Lane. Představení bylo také nominováno na dvě Ceny Tony.
V České republice uváděli muzikál Hudební divadlo Karlín (premiéra 2023) a Městské divadlo Brno (premiéra 2024).

## Děj
Sledujeme příběh neobvyklé rodiny, která se setkává na každoročním shromáždění jejich živých a mrtvých členů. Strýc Fester zadrží Předky Addamsovy před návratem do hrobů, aby mu pomohli s blížící se večeří, na kterou středoškolačka Wednesday pozvala svého „normálního“ přítele Lucase Beinekeho a jeho rodiče. Gomez a Morticia (rodiče Wednesday) se obávají, že jejich dcera se pod vlivem lásky mění. Rodiny se snaží předstírat normálnost, ale napětí roste. Mal chce zbourat jejich staré sídlo, Alice náhle přiznává, že její manželství postrádá vášeň, a Wednesday šokuje všechny žlutými šaty místo obvyklé černé. Při večeři, během hry „Odhalení“, se prozradí různá tajemství – Pugsley omylem způsobí, že Alice odhalí nespokojenost se svým manželstvím, což vyvolá chaos.
Ve druhém dějství se postavy vyrovnávají s emocemi a konflikty. Wednesday a Lucas mají svou první hádku, ale znovu se sblíží díky důvěře a odvaze. Gomez vyzná lásku Morticii, která se obává stárnutí. Mal a Bernice si uvědomí, že se stále milují. Všechny páry se nakonec usmíří. Strýc Fester odlétá na Měsíc, aby se setkal se svou láskou, a Lurch překvapí všechny svým zpěvem. Muzikál končí smířením a oslavou obou rodin společně.

## Brněnské provedení
Muzikál měl premiéru v Městském divadle Brno 28. října 2023 pod režijním vedením Stana Slováka. Za roli Morticy byla herečka Svetlana Janotová nominovaná v roce 2024 na Cenu Thálie. Recenzenti nejvíce oceňují překlad, herecké a pěvecké výkony, režii a působivou scénografii, která navozuje gotickou atmosféru. Chválí i hudební nastudování a citlivou práci se zvukem, jež umocňují celkový zážitek. Kritika se zaměřuje spíše na délku představení či drobné detaily, které však nesnižují celkovou úroveň inscenace.
| „               | Vznikla zábavná show, která i přes tematický hřbitovní rozměr nabízí zcela životný rozměr muzikálu… | “ |
| — Luboš Mareček | |   |

| „                | The Addams Family vás zasáhnou tak, že na konci nechcete odejít a nejradši byste s touhle rodinkou na hudební scéně bydleli natrvalo. | “ |
| — Klára Tesařová | |   |

### Obsazení hlavních rolí
| Jiří Daniel, Alan Novotný nebo Adam Kaňák                | Gomez Addams        |
| Svetlana Janotová, Tereza Navrátilová nebo Andrea Zelová | Morticia Addamsová  |
| Esther Mertová nebo Klára Ondrůšková                     | Wednesday Addamsová |
| Tomáš Sagher nebo Oldřich Smysl                          | Strýček Fester      |
| Marta Matějová nebo Evelína Studénková                   | Babička Addamsová   |
| Kryštof Helbich, Petr Horký nebo Matyáš Mičulka          | Pugsley Addams      |
| Ladislav Kolář nebo Igor Ondříček                        | Lurch               |
| Robert Jícha nebo Marek Kolář                            | Mal Beineke         |
| Lucie Bergerová nebo Lenka Janíková                      | Alice Beineke       |
| Adam Gazdík, Josef Gazdík nebo Šimon Fikar               | Lucas Beineke       |